# José Polo de Bernabé

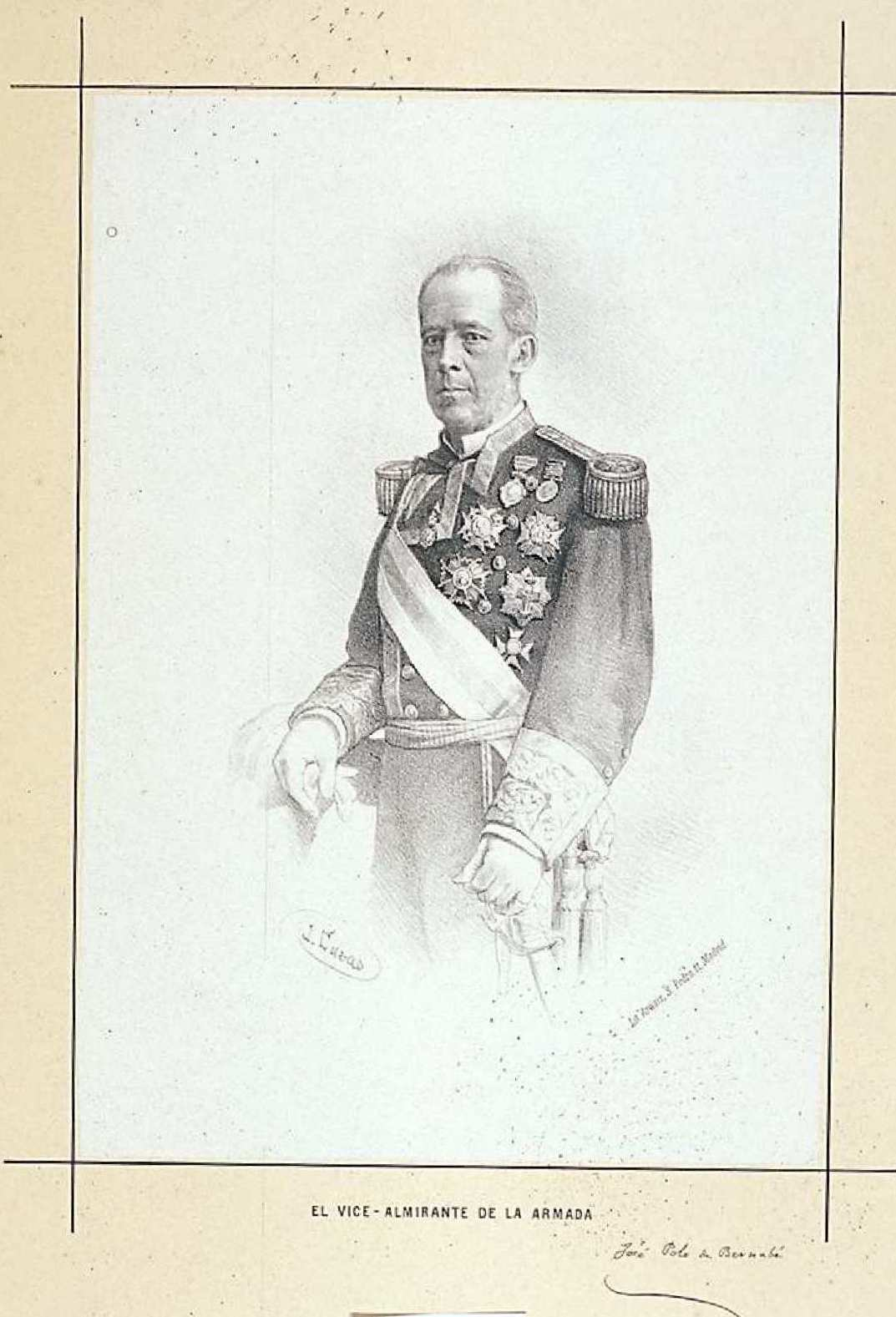
José Polo de Bernabé como vicealmirante de la Armada. litografía de José Cuevas. Biblioteca Nacional de España.

José Polo de Bernabé (1821 - 1895) fue un marino y diplomático español.
Ingresó siendo muy joven en la Armada y ascendió sucesivamente a capitán de fragata en 1853, a capitán de navío en 1860, a brigadier en 1868, a contraalmirante en 1869 y a vicealmirante en 1885. Desde febrero de 1872 hasta julio de 1874 fue ministro plenipotenciario de España en Washington y en el ejercicio de este cargo prestó grandes servicios a su patria, ya que se produjo una grave crisis diplomática por el Asunto del Virginius entre Estados Unidos y España, con motivo de la Guerra de los Diez Años.
No quiso aceptar nunca la cartera de Marina, pero en la Armada ocupó importantes cargos, tanto en la península como en Ultramar, mandando las escuadras del Río de la Plata, del Mediterráneo y la del Norte durante la guerra carlista y estuvo en posesión de varias grandes cruces y otras condecoraciones así españolas como extranjeras. Fue padre del diplomático Luis Polo de Bernabé.